# Архипов, Михаил Евгеньевич
Михаил Евгеньевич Архипов (7 октября 1948 — 2 марта 2017) — советский регбист, выступавший на позиции замка, мастер спорта СССР. После завершения карьеры — судья всесоюзной и всероссийской категории.

## Биография
Воспитанник московского «Спартака» (он же «Автомобилист»), играл за него до 1976 года. Выступал за клуб «Слава», в составе которого становился чемпионом СССР в 1979 и 1982 годах, завоёвывал серебряные медали в 1977 году и бронзовые в 1980 и 1983 годах. В 1981 году выиграл Кубок СССР. В 1982 году провёл два матча за сборную СССР, сыграл также 11 мая 1983 года матч против Марокко (победа 19:17).
После окончания игровой карьеры Архипов руководил спортивной школой «Славы», а также судил матчи чемпионатов и кубков СССР и России. Неоднократно становился объектом нападения: 8 октября 1989 года в матче Первой лиги СССР между «Электронмашем» и «СКА-Авиатором» игроки СКА избили Архипова, и их команде присудили техническое поражение 0:30, хотя рассматривался вопрос о полном снятии клуба с чемпионата. В 1990 году матч 8-го тура чемпионата СССР между киевским «Авиатором» и тбилисским «Элмавали» грузинские игроки напали на Архипова, и встречу пришлось остановить, но доиграть её в итоге так и не смогли.
13 марта 1991 года судил матч между второй сборной Франции и сборной СССР (победа французов 38:6). 7 октября 1992 года судил финал Кубка России между ВВА и «Славой» (победа ВВА 23:0). Также судил матчи чемпионатов Москвы, юниорских турниров и иных соревнований.
Похоронен на Даниловском кладбище.